# Charly Forbes

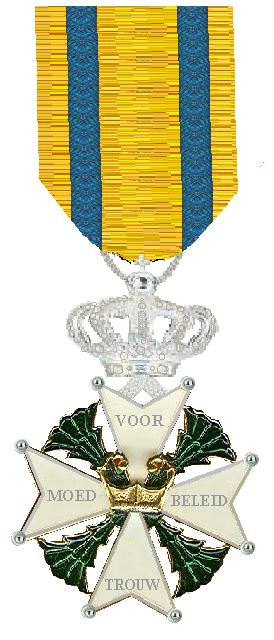
RMW.4

Joseph Jean-Charles Bertrand Forbes (Matane, 19 maart 1921 - Quebec, 19 mei 2010) was sinds 1945 Ridder in de Militaire Willems-Orde.

## Tweede Wereldoorlog
In november nam Charly Forbes deel aan de bevrijding van Walcheren, dat hij met zijn peloton onder zwaar vijandelijk vuur bereikte. Er vielen 135 doden en gewonden bij zijn 5de Canadese Brigade. Na drie dagen kreeg hij het commando zich terug te trekken. Tijdens deze terugtocht kreeg een van zijn mannen een granaatscherf in zijn rug. Hoewel Forbes al 24 uren niet gegeten of geslapen had, nam hij de gewonde man op zijn schouder en bracht hem over een dam naar Beveland. Daar werd hij door het Nederlandse verzet aangetroffen en opgepikt. Zij regelden een dokter die de gewonde Canadees morfine kon geven. Daarna sliep Forbes twee dagen lang. Na de bevrijding van Zwolle herstelt Major van een rugblessure en twee gebroken enkels en weigert naar Engeland terug te gaan totdat de oorlog voorbij is.

## Korea
Tijdens de Koreaoorlog ontmoet hij in 1951 de Brit Leo Major (Montreal, 1921), ook veteraan uit WWII, nu bij het Régiment de la Chaudière en later bij het Royale 22nd Régiment. Hij krijgt een van de acht Distinguished Conduct Medals die voor Korea zijn uitgedeeld.

## Vredestijd
In 1994 is Forbes klaar met zijn memoires. Hierin vertelt hij over zijn alcoholprobleem en betreurt dat hij daardoor niet beter heeft gepresteerd. Ook geeft hij toe dat hij niet altijd diplomatiek in zijn opmerkingen tegen superieuren is geweest, en dat dit zijn promotie in de weg heeft gestaan. Hij heeft altijd zijn manschappen voorop gesteld, ook voor zijn gezin.
Een bekende uitspraak van Forbes is: "War is the ransom humanity has to pay for his stupidity".
In 2007 gaat premier Balkenende naar het Canadian Institute of Foreign Affairs in Ottawa, waar hij een voordracht moet houden en Forbes ontmoet.

## Militaire loopbaan
- Second Lieutenant, Canadese leger:
- Lieutenant, Canadese leger:
- Captain, Canadese leger:
- Major, Canadese leger:

## Onderscheidingen
- Ridder der Vierde Klasse in de Militaire Willems-Orde op 8 december 1945[2][3]
- Ridder in het Legioen van Eer
- Onderscheiding van de Canadese Strijdkrachten
- Distinguished Conduct Medal
- Genoemd in de dagorders
- 1939-1945 Ster[3]
- Frankrijk en Duitsland Ster[3]
- Defensiemedaille[3]
- War Medal 1939-1945[3]
- Canadian Volunteer Service Medal[3]
- Ererang van Lieutenant-Colonel in Le Régiment de Maisonneuve in 1985[4]
- Ererang van Colonel in de 78ste Fraser Highlanders, Quebec Garrison Fort uit St Andrew's[4]